# Urosaurus nigricauda
Urosaurus nigricauda (каліфорнійська кущова ящірка) — вид ігуаноподібних ящірок родини фриносомових (Phrynosomatidae). Мешкає в Мексиці і США.

## Поширення і екологія
Каліфорнійські кущові ящірки мешкають на Каліфорнійському півострові (на південь від округа Сан-Дієго в США), а також на островах Магдалена і Санта-Маргарита в Тихому океані та на багатьох островах в Каліфорнійській затоці. Відсутні в пустелі Віскаїно в центральній частині півострова. Каліфорнійські кущові ящірки живуть в різноманітних природних середовищах, від дубових лісів і чапаралю до сухих колючих чагарників, однак уникають екстремальних пустель.